# Germany’s Next Topmodel/Staffel 4
Die vierte Staffel der deutschen Castingshow Germany’s Next Topmodel wurde zwischen dem 12. Februar und dem 21. Mai 2009 auf dem Privatsender ProSieben ausgestrahlt. Als Siegerin wurde Sara Nuru gekürt, Zweite wurde Mandy Bork vor Marie Nasemann.

## Überblick

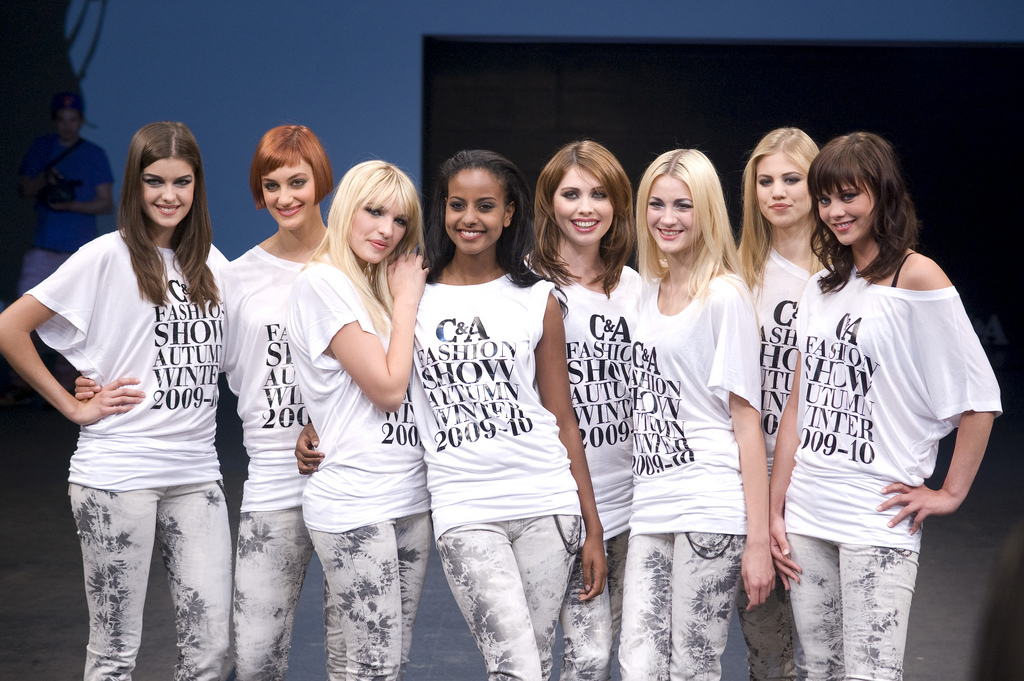
Die „Top 8“ Marie Nasemann, Maria Beckmann, Sarina Nowak, Sara Nuru, Ira Meindl, Mandy Bork, Larissa Marolt und Jessica Motzkus (v. l. n. r.) im April 2009

Die Jury der vierten Staffel von Germany’s Next Topmodel setzte sich erneut aus Heidi Klum, Peyman Amin und Rolf Scheider zusammen. Auch der Visagist Boris Entrup war erneut an der Sendung beteiligt. Den Titelsong lieferte Britney Spears mit Circus. Neben der festen Jury wurden die Teilnehmerinnen auch von Gastjuroren wie den Spice Girls Melanie B und Victoria Beckham bewertet.
Zunächst gingen 18.786 schriftliche Bewerbungen ein, die jedoch keine erkennbare Berücksichtigung fanden. Darauf folgten offene Castings in Düsseldorf und München mit 1104 bzw. 1376 Teilnehmerinnen, aus denen in jeder Stadt in zwei Schritten 15 Teilnehmerinnen ausgewählt wurden. Aus diesen 30 Bewerberinnen wurden in der dritten Folge 16 Kandidatinnen der Endrunde bestimmt, die nach Los Angeles flogen. Zusätzlich nahm die Siegerin von Austria’s Next Topmodel an der Endrunde teil.
Die Endrunde fand überwiegend in den Vereinigten Staaten statt. Außer in Los Angeles, wo die meisten Folgen gedreht wurden, versuchten die Kandidatinnen auch in Las Vegas, Miami, New York, auf Hawaii und zuletzt in Singapur die von der Jury gestellten Challenges zu gewinnen und zudem Model- oder Werbejobs zu bekommen. Dafür suchten die Vertreter diverser Firmen eine oder mehrere der noch verbliebenen Teilnehmerinnen nach ihrer Leistung in den von ihnen gestellten Aufgaben aus.
Das Finale wurde am 21. Mai 2009 live aus der Lanxess Arena in Köln ausgestrahlt. Als Show Acts waren Queensberry, a-ha, Kelly Clarkson und Milow dabei. Von den zu dem Zeitpunkt noch verbliebenen drei Teilnehmerinnen ging Sara Nuru als Siegerin hervor. Obwohl der Ausgang der Sendungen von ProSieben wie in den vorhergehenden Staffeln geheim gehalten wurde, gab die Kleine Zeitung in Kärnten unter Berufung auf ProSieben das Ausscheiden der österreichischen Kandidatin vorzeitig bekannt. Auch in anderen Medien wurde über das Ausscheiden von Kandidatinnen spekuliert. Sara Nuru kam auf das Cover der deutschen Cosmopolitan und gewann Werbeverträge mit Maybelline Jade und C&A. 2014 nahm Larissa Marolt an der RTL-Dschungelshow Ich bin ein Star – Holt mich hier raus! teil. Die Sechstplatzierte Sarina Nowak arbeitet 2017 in den USA erfolgreich als Curvy-Model.

## Teilnehmerinnen
| Finalistinnen der 4. Staffel∗                                     | Finalistinnen der 4. Staffel∗ | Finalistinnen der 4. Staffel∗ | Finalistinnen der 4. Staffel∗ | Finalistinnen der 4. Staffel∗          |
| Teilnehmerin                                                      | Platz                         | Alter                         | Wohnort                       | Beruf                                  |
| ----------------------------------------------------------------- | ----------------------------- | ----------------------------- | ----------------------------- | -------------------------------------- |
| Sara Nuru                                                         | 1                             | 19                            | München                       | Schülerin                              |
| Mandy Bork                                                        | 2                             | 17                            | Witten                        | Schülerin                              |
| Marie Nasemann                                                    | 3                             | 19                            | Gauting                       | Abiturientin                           |
| Endrundenteilnehmerinnen der 4. Staffel∗                          |                               |                               |                               |                                        |
| Teilnehmerin                                                      | Platz                         | Alter                         | Wohnort                       | Beruf                                  |
| Jessica Motzkus                                                   | 4                             | 20                            | Wolfsburg                     | Auszubildende (Friseurin)              |
| Maria Beckmann                                                    | 4                             | 19                            | Würzburg                      | Schülerin                              |
| Sarina Nowak                                                      | 6                             | 16                            | Gerdau-Bohlsen                | Schülerin                              |
| Ira Meindl                                                        | 7                             | 21                            | Köln                          | Auszubildende (Veranstaltungskauffrau) |
| Larissa Marolt ∗∗                                                 | 8                             | 16                            | St. Kanzian                   | Schülerin                              |
| Katrina Scharinger                                                | 9                             | 19                            | Rednitzhembach-Walpersdorf    | Bankkauffrau                           |
| Stefanie Theissing                                                | 10                            | 21                            | Münster                       | Auszubildende (Erzieherin)             |
| Aline Bauer                                                       | 11                            | 19                            | Marbach am Neckar             | Musicaldarstellerin                    |
| Tamara Busch                                                      | 11                            | 16                            | Laubach                       | Schülerin                              |
| Dana Franke                                                       | 13                            | 20                            | Berlin                        | Auszubildende/Studentin (Modedesign)   |
| Tessa Bergmeier                                                   | 14                            | 19                            | Owingen                       | Kellnerin/Model                        |
| Olivia Bermann                                                    | 15                            | 20                            | Berlin                        | wartet auf Studienplatz (Architektur)  |
| Daphne Braun                                                      | 15                            | 17                            | Melle                         | Schülerin                              |
| Johanna Popp                                                      | 15                            | 21                            | Nürnberg                      | Studentin (Lehramt)                    |
| ∗ Stand der Angaben zu den Teilnehmerinnen: Staffelbeginn         |                               |                               |                               |                                        |
| ∗∗ Erhielt als Siegerin von Austria’s Next Topmodel eine Wildcard |                               |                               |                               |                                        |

## Einschaltquoten
| Folgen | Zeitraum                   | Sendeplatz            | Zuschauer        | Zuschauer     | Marktanteil      | Marktanteil   | Quelle |
| Folgen | Zeitraum                   | Sendeplatz            | Durchschnittlich | 14 – 49 Jahre | Durchschnittlich | 14 – 49 Jahre | Quelle |
| ------ | -------------------------- | --------------------- | ---------------- | ------------- | ---------------- | ------------- | ------ |
| 17     | 12. Februar – 24. Mai 2009 | Donnerstag, 20:15 Uhr | 3,83 Mio.        | 2,89 Mio.     | 13,2 %           | 24,2 %        | [ 5 ]  |